# Contrato de colaboración entre el sector público y el sector privado
El contrato de colaboración entre el sector público y el sector privado es un tipo de contrato relativo al régimen de contratación del sector público en España. Su regulación esencial estaba contenida en la Ley 30/2007, de 30 de octubre, de Contratos del Sector Público, en el Texto Refundido por el Real Decreto Legislativo 3/2011, de 14 de noviembre y actualmente este tipo de contrato se encuentra obsoleto, según Ley 9/2017, de 8 de noviembre, de Contratos del Sector Público, por la que se transponen al ordenamiento jurídico español las Directivas del Parlamento Europeo y del Consejo 2014/23/UE y 2014/24/UE, de 26 de febrero de 2014.
El contrato de colaboración tiene por objeto la realización de una actuación global e integrada, en la que deben confluir dos elementos objetivos. En primer lugar, la financiación de inversiones inmateriales, de obras o de suministros necesarios para el cumplimiento de determinados objetivos de servicio público o relacionados con actuaciones de interés general.
Respecto al segundo elemento objetivo que caracteriza al contrato, la Ley exige que se trate de alguno de los siguientes supuestos:
- La construcción, instalación o transformación de obras, equipos, sistemas, y productos o bienes complejos, así como su mantenimiento, actualización o renovación, su explotación o su gestión.
- La gestión integral del mantenimiento de instalaciones complejas.
- La fabricación de bienes y la prestación de servicios que incorporen tecnología específicamente desarrollada con el propósito de aportar soluciones más avanzadas y económicamente más ventajosas que las existentes en el mercado.
- Otras prestaciones de servicios ligadas al desarrollo por la Administración del servicio público o actuación de interés general que le haya sido encomendado.

La Ley de Contratos del Sector Público establece un importante límite para los contratos de colaboración, al señalar que sólo se acudirá a ellos cuando las necesidades públicas no puedan ser satisfechas mediante otro tipo de contrato, dándole así un carácter subsidiario.